# Bohuslav Chalupa
Bohuslav Chalupa (* 15. června 1960) je český politik, v letech 2013 až 2017 poslanec Poslanecké sněmovny PČR, v letech 2018 až 2019 zastupitel městské části Brno-Komín, bývalý člen hnutí ANO.

## Život
Po absolvování Vojenské střední odborné školy ve Valašském Meziříčí (maturoval v roce 1979) vystudoval Vysokou vojenskou školu pozemního vojska ve Vyškově (promoval v roce 1985).
Před rokem 1990 byl jako důstojník Chemického vojska pověřen výkonem odborných funkcí na Radiačním středisku Ministerstva národní obrany ČSSR a štábní funkcí u 3. motostřeleckého pluku v Lounech. Po odchodu do zálohy krátce působil jako vedoucí přidružené výroby zemědělského družstva a civilní bezpečnostní agentury. V letech 1992 až 1996 pracoval jako samostatný odborný referent na Ministerstvu pro správu národního majetku a jeho privatizaci ČR na úseku zdravotnictví a lehkého průmyslu (surovinová základna a lehké stavební hmoty), později působil i na Ministerstvu financí ČR, na odboru nepřímých daní a na Ministerstvu školství, na odboru Státní informační politiky ve vzdělávání.
Od roku 1998 figuroval ve společnosti Separa, spol. s r.o. Brno, poté podnikal ve stavebnictví a od 2005 byl ředitelem společnosti Studymix, s.r.o. V roce 2013 pracoval jako referent Odboru investičního a správy bytových domů Úřadu městské části Brno-střed. Od roku 2007 do roku 2012 byl také předsedou dozorčí rady firmy s anonymními akciemi Roddis engineering, a.s., která se zabývá regenerací a prováděním staveb.
Je držitelem negativního lustračního osvědčení. Absolvoval řadu odborných vojenských kurzů, kurzů v oblasti ICT, ale také certifikovaný kurz sportovní masáže či kurzy Projektový manažer EU a Public relations.
Bohuslav Chalupa má tři děti.

## Politické působení
V letech 1978 až 1990 byl členem KSČ.
Do politiky se poprvé pokoušel vstoupit, když v komunálních volbách v roce 2006 kandidoval jako nestraník za SNK ED do zastupitelstva městské části Brno-Komín, ale neuspěl. Podobně neúspěšně dopadla i kandidatura, opět z pozice nestraníka, za subjekt „Sdružení politické strany SNK ED a nezávislých kandidátů“ v komunálních volbách v roce 2010.
Od 10. ledna 2013 do června 2019 byl členem hnutí ANO, do dubna 2013 vykonával funkci místopředsedy městské organizace ANO v Brně a od 22. dubna 2013 do 31. ledna 2015 byl předsedou Krajské organizace ANO v Jihomoravském kraji. Ve volbách do Poslanecké sněmovny PČR v roce 2013 kandidoval na čtvrtém místě kandidátky hnutí ANO v Jihomoravském kraji a byl zvolen poslancem.
V komunálních volbách v roce 2014 kandidoval za hnutí ANO (na 31. místě kandidátky) do zastupitelstva města Brna, ale nebyl zvolen. Nebyl zvolen ani do zastupitelstva městské části Brno-Komín. V krajských volbách v roce 2016 kandidoval za ANO do Zastupitelstva Jihomoravského kraje, ale neuspěl.
V roce 2017 Bohuslav Chalupa obsadil 2. místo v kategorii centrálních úřadů v soutěži eOsobnost eGovernmentu, jejíž ročník se zaměřil na osobnosti, které se zasloužily o elektronizaci státní správy. Pro volby do Poslanecké sněmovny PČR v roce 2017 mu hnutí ANO určilo 9. místo jihomoravské kandidátky. Mandát poslance se mu však obhájit nepodařilo. V komunálních volbách v roce 2018 byl za ANO zvolen zastupitelem městské části Brno-Komín. Na funkci zastupitele rezignoval 31. prosince 2019 s ohledem na ukončené členství v hnutí ANO.[zdroj?]
Ve volbách do Senátu PČR v roce 2020 kandidoval jako nestraník za hnutí PRO Zdraví v obvodu č. 60 – Brno-město. Se ziskem 0,95 % hlasů skončil na předposledním 10. místě a do druhého kola nepostoupil.
Za stranu Motoristé sobě neúspěšně kandidoval ve volbách do zastupitelstva Prahy v září 2022.